# Maple Leaf Sports & Entertainment
Die Maple Leaf Sports & Entertainment Ltd. (MLSE) ist eine Sportunterhaltungs- und Immobilienfirma mit Sitz in Toronto, Ontario, Kanada. Eigner von MLSE sind Rogers Communications, Bell Canada (BCE) und Kilmer Sports.
MLSE ist Besitzer und Betreiber einer Reihe von Sport-Franchises in Kanada. Zum anderen gehören der MLSE eine Reihe von Immobilien und sie sind einer der größten Finanzdienstleister in Kanada.
Folgende Sport-Franchises gehören der MLSE
- Toronto Maple Leafs – NHL-Eishockeymannschaft (seit 1927)[2]
- Toronto Raptors – NBA-Basketballmannschaft (seit 1998)[3]
- Raptors 905 – G-League-Basketballmannschaft
- Toronto Marlies – AHL-Eishockeymannschaft (seit 2005)[3]
- Toronto Argonauts – CFL-Footballmannschaft (seit 2018)[4]
- FC Toronto – MLS-Fußballmannschaft (seit 2005)[3]
- FC Toronto II – USL-Fußballmannschaft

Zu den wichtigsten im Besitz befindenden Immobilien gehören:
- Scotiabank Arena (früher Air Canada Centre) – Mehrzweckarena in Toronto (Heimspielort der Maple Leafs und Raptors)
- BMO Field – Fußballstadion in Toronto (Heimspielort des FC Toronto, FC Toronto II und der Toronto Argonauts)
- Coca-Cola Coliseum – Mehrzweckhalle in Toronto (Heimspielort der Toronto Marlies)

## Geschichte
Die Wurzeln des Unternehmens gehen auf Conn Smythe zurück, der das Eishockey-Team Toronto St. Patricks in der NHL erwarb und in Toronto Maple Leafs, nach dem kanadischen Nationalsymbol, umbenannte. Smythe gründete 1931 ein öffentliches Unternehmen, um die Arena, die Maple Leaf Gardens, zu finanzieren. Die Arbeiter erhielten Unternehmensanteile als Teil ihres Lohns. Die Maple Leaf Gardens wurden in 6 Monaten fertiggestellt. In der Saison 1931/32 gewannen die Toronto Maple Leafs den Stanley Cup. Um die Halle mit weiteren Terminen zu füllen, kaufte Smythe das in der professionelle International Lacrosse League-Team Toronto Maple Leafs, das sofort in Tecumsehs umbenannt wurde. Nach finanziellen Verlusten zog Smythe das Team aus der Liga zurück.

1961 gab Smythe das Unternehmen an seinen Sohn Stafford, Staffords Freund Harold Ballard und John Bassett, Eigentümer des Toronto Telegraph. Nach einem Streit in 1971 zahlte Ballard die Miteigentümer aus und besaß nun den Großteil den Aktien für über zwei Jahrzehnte.